# عبد الله بن قاسم القيسي
أبو محمد عبد الله بن محمد بن قاسم بن هلال بن يزيد بن عمران القيسي القرطبي (ت. 292 هـ)، فقيه ظاهري وأول من أدخل كتب داود الظاهري إلى الأندلس.

## سيرته
عاش في عصر إسبانيا الإسلامية، حيث كانت الدراسات الإسلامية في ذروتها. رحل عبد الله بن قاسم بن هلال بن يزيد بن عمران القيسى إلى المشرق لطلب العلم، فدخل العراق والتقى بداود الظاهري، وكتب عنه كتبه كلها، وأدخلها الأندلس واجتهد في نشرها، فكان ذلك سببًا في انتقاد علماء عصره له. كما أطلع على علم مالك، إلا أنه كان يميل للظاهرية. التقى القيسي أيضًا في رحلته بالمزني صاحب الشافعي وحدث عنه، وقد روى عنه محمد بن عبد الملك بن أيمن وقاسم بن أصبغ ومحمد بن قاسم وغيرهم. وقد عظّم ابن حزم قدره، وساوى بين ما لدى القيسي والمنذر بن سعيد البلوطي من العلم بما لدى علماء المشرق.
توفي سنة 292 هـ. وقيل: 272 هـ. قال أبو معاوية البيروتي: «وأرجح أن الصواب في سنة وفاة صاحب الترجمة هي 292 هـ كما ذكر الُخشَني، لأن الخشني من تلاميذ قاسم بن أصبغ الذي حدث عن صاحب الترجمة -عبد الله- فهو أدري بوفاته».